# Idaerd
Idaerd (en néerlandais : Idaard) est un village de la commune néerlandaise de Leeuwarden, dans la province de Frise.

## Géographie
Le village est situé à 8 km au sud de la ville de Leeuwarden.

## Histoire
Idaerd fait partie de la commune d'Idaarderadeel avant 1984, puis de Boarnsterhim avant le 1er janvier 2014, où celle-ci est supprimée. Depuis cette date, Idaerd appartient à Leeuwarden.

## Démographie
Le 1er janvier 2018, le village comptait 80 habitants.